# Lac Simard (Petit-Mécatina)
Pour les articles homonymes, voir Simard et Lac Simard.
Le lac Simard est un plan d'eau douce de le territoire non organisé de Petit-Mécatina et la municipalité de Côte-Nord-du-Golfe-du-Saint-Laurent, dans la municipalité régionale de comté (MRC) de Le Golfe-du-Saint-Laurent, dans la région administrative de la Côte-Nord, dans la province de Québec, au Canada.
Les cartes géographiques de cette zone n'indiquent pas de route carrossable dans cette zone. Néanmoins, la route 138 qui longe la rive nord-ouest du golfe du Saint-Laurent, passe à 7,3 km de la baie du sud du lac Simard.

## Géographie
Les principaux bassins versants voisins du lac Simard sont:
- côté nord: lac Katshiputiskamatunant, lac du Grand Priant, rivière Musquaro, lac Mistahiniu;
- côté est: rivière Musquaro, baie Kegaska;
- côté sud: rivière de l'Anse Muddy, rivière Kegaska, rivière Belley;
- côté ouest: lac Kegaska, rivière Kegaska.

D’une longueur de 12,2 km, le lac Simard comporte un contour difforme avec plusieurs baies, îles et presqu’îles. Le lac Simard s’étire comme un grand M difforme renversé sur la gauche.
Le lac Simard se situe au nord d'une grande région de marais qui couvre une zone entre la rive nord du golfe du Saint-Laurent et le lac Kegaska; cette zone de marais s'étire vers l'est jusqu'à la rivière Musquaro. L'embouchure du lac Simard est situé au fond d'une baie au sud-est du lac, soit à:
- 7,1 km à l'est de l'embouchure du lac Kegaska;
- 9,5 km au nord-ouest du centre de la municipalité de Côte-Nord-du-Golfe-du-Saint-Laurent;
- 10,4 km au nord-ouest de l'embouchure de la décharge du lac Simard;

À partir de l’embouchure du lac Simard, le courant coule sur 15,7 km vers le Sud-Est en suivant le cours d'une rivière (décharge du lac Simard) jusqu’à une sous-baie de la baie Kégaska.

## Toponymie
Le terme « Simard » constitue un patronyme de famille d’origine française.
Le toponyme "Lac Simard" a été officialisé le 5 décembre 1968.